# Daēva
Daeva (daēuua, daāua, daēva) è un termine Avestico per una particolare categoria di entità sovrannaturali dalle caratteristiche maligne. 
Secondo la religione Zoroastriana (Mazdeismo) era una schiera di demoni al servizio dell'entità del male Angra Mainyu.

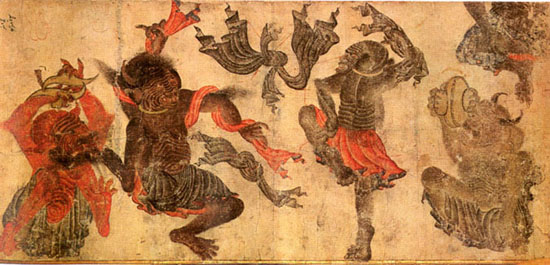
Demoni raffigurati in un'illustrazione di Muhammad Siyah Qalam (XV sec.)

## Etimologia
Data la sua radice indoeuropea e da altre lingue persiane ed iraniche dev- daiv- div-, risulta derivare dal lemma Divinità, Dio e secondo alcune interpretazioni è relativa all'accezione di Divinità locale, Divinità minore, Falsa divinità.

## Descrizione
Studiosi ritengono che la figura di Angra Mainyu sia equivalente alla figura abramitica di Satana, e i Daeva a quella dei Demoni:
«nell'antica religione Mazdeista infatti, Angra Mainyu era l'angelo caduto che scelse liberamente la sua natura e la sua vocazione malefica, divenendo un'entità malvagia e distruttrice, guida di una schiera di angeli malvagi che si trascina con sé (i Daeva) e contrapposti al Dio unico (chiamato Ahura Mazdā) che viene assistito dai suoi 7 angeli del bene (spiriti santi il cui capo è Spenta Mainyu e gli altri 6 sono chiamati Ameša Spenta), e nello stesso identico modo nella successiva religione ebraica Satana era l'angelo caduto, divenendo un'entità malvagia, guida di una schiera di angeli malvagi che si trascina con sé (chiamati Demoni) e contrapposti al Dio unico (chiamato Yhwh) che viene assistito dai suoi 7 angeli del bene (con Michele alla guida di altri 6) evidenziando il fin troppo ovvio spunto che la popolazione ebraica aveva tratto nel periodo dopo il ritorno dall'esilio in Babilonia (VI secolo a.C.)».
Come per l'accezione mazdeista di Daeva, cioè Falsa divinità locale, anche nella religione ebraica i Demoni avevano nomi derivanti da Dei e divinità locali semitiche considerate false nella religione abramitica.

## Elenco Daeva
I daeva sono schiere di entità malvagie ma i principali a cui tutti gli altri demoni fanno riferimento erano 6.
I sei demoni principali, spiriti o angeli malvagi Daeva, comandati dal maligno angelo caduto Angra Mainyu,
sono contrapposti ai sei angeli benevoli Amesa Spenta, comandati dallo spirito santo Spenta Mainyu.
Questi 6 Daeva sono, come listati nel Epistles of Zadspram (WZ 35.37) e nel Greater Bundahishn (GBd. 34.27):
- Akoman, "cattivi pensieri" opposto a Wahman/Bahman, "buoni pensieri" (anche Aka Manah vs. Vohu Manah)
- Indar, "ira" opposto a Ardawahisht, "verità" (anche Indar vs. Asha Vahishta).
- Nanghait, "malcontento" opposto a Spendarmad, "santa devozione" (anche Naonhaithya/Naonghaithya vs. Spenta Armaiti)
- Sawar/Sarvar, "oppressione" opposto a Shahrewar, "desiderabile governo" (anche Saurva vs. Kshathra Vairya)
- Tauriz/Tawrich, "distruzione" opposto a Hordad of "interezza" (anche Taurvi vs. Haurvatat)
- Zariz/Zarich, "veleno" opposto a Amurdad of "immortalità" (anche Zauri vs. Ameretat)